# قلینج بی‌لی
قلینج بی‌لی (به لاتین: Qılıncbəyli، تا ۳ ژوئیه ۱۹۹۸ پراودا Pravda) یک منطقه مسکونی در جمهوری آذربایجان است که در شهرستان شمکور واقع شده است. قلینج بی‌لی ۱۲۷۷ نفر جمعیت دارد.